# فريد جحنين
فريد جحنين (من مواليد 16 أغسطس 1976 في الجزائر العاصمة) هو لاعب كرة قدم جزائري سابق، لعب معظم مسيرته مع نادي اتحاد العاصمة الجزائري.

## مشواره الكروي
بدأ جحنين بلعب كرة القدم مع اتحاد الجزائر لكنه لعب مع فريق القسم الأدنى النجم الرياضي لمدينة القليعة في آخر مشواره.

## مشواره مع الفريق الوطني
| منتخب الجزائر | منتخب الجزائر | منتخب الجزائر |
| سنة           | المباريات     | الأهداف       |
| ------------- | ------------- | ------------- |
| 1999          | 1             | 0             |
| 2000          | 0             | 0             |
| 2001          | 1             | 0             |
| مجموع         | 2             | 0             |

## انتصارات
- فاز بالدوري الجزائري ثلاث مرات مع اتحاد الجزائر أعوام 2002 و2003 و2005.
- فاز بكأس الجزائر أربع مرات مع اتحاد الجزائر في أعوام 1999 و2001 و2003 و2004.
- وصيف الدوري الجزائري مرتين مع اتحاد الجزائر عامي 2001 و2004.
- وصل إلى نهائيات كأس الجزائر مرتين مع اتحاد الجزائر عامي 2006 و2007.
- وصل نصف نهائي دوري أبطال إفريقيا مرة واحدة مع اتحاد الجزائر عام 2003.
- خاض مباراتين (2) مع المنتخب الجزائري.

## روابط خارجية
- فريد جحنين على موقع قاعدة بيانات كرة القدم.إي يو (الإنجليزية)
- فريد جحنين على موقع ناشيونال فوتبول تيمز (الإنجليزية)